# Deanna Stellato-Dudek
Deanna Stellato-Dudek (Chicago, 22 giugno 1983) è una pattinatrice artistica su ghiaccio statunitense naturalizzata canadese. Con il suo partner Maxime Deschamps è la campionessa del mondo 2024, ha vinto il Campionato dei Quattro continenti nel 2024, e l'anno prima la coppia aveva vinto il bronzo. Insieme a lui ha anche vinto il bronzo alla finale del Grand Prix nel 2023. Gareggiando nella competizione femminile per gli Stati Uniti, aveva vinto l'argento al Campionato mondiale junior nel 2000 e l'oro alla Finale del Grand Prix junior nel 1999.

## Biografia
Deanna Stellato è nata a Chicago, negli Stati Uniti, nel 1983. Ha iniziato a pattinare a sette anni. Pattinando per la sua nazione nella competizione femminile ha vinto l'oro nella finale di Grand Prix junior nel 1999 e l'argento nel Campionato del mondo junior nel 2002. Una serie di infortuni l'ha portata prima a una pausa dalle competizioni e poi all'abbandono dell'attività agonistica. Lasciate le gare, è diventata un'estetista. Nel 2013 si è sposata con Michael Dudek.
Ha ricominciato a gareggiare, nella specialità delle coppie, nella stagione 2016-2017 insieme al connazionale Nathan Bartholomay. Insieme a lui ha vinto un argento e due bronzi in tre competizioni Challenger Series. Dopo il ritiro dall'agonismo di Bartholomay per infortunio, Stellato-Dudek ha formato una nuova coppia con il canadese Maxime Deschamps. 
Gareggiando per il Canada, la coppia ha vinto un oro (2024) e un bronzo (2023) al Campionato dei Quattro continenti, un bronzo alla Finale del Grand Prix (2023) e l'oro ai Campionati mondiali nel 2024. Questo successo ha reso Stellato-Dudek la pattinatrice più grande ad aver vinto un oro al Campionato del mondo.
L'11 dicembre del 2024 alla pattinatrice è stata concessa la cittadinanza canadese, requisito essenziale per aspirare a rappresentare il Canada insieme al suo partner ai Giochi olimpici del 2026.

## Palmarès
GP: Grand Prix; CS: Challenger Series; JGP: Junior Grand Prix

### Coppie con Deschamps per il Canada
| Internazionali | Internazionali | Internazionali | Internazionali | Internazionali | Internazionali | Internazionali |
| Evento | 2019–20        | 2020–21        | 2021–22        | 2022–23        | 2023–24        | 2024-25        |
| --- | -------------- | -------------- | -------------- | -------------- | -------------- | -------------- |
| Campionati mondiali |                |                |                | 4°             | 1°             | 5°             |
| Campionati dei Quattro continenti |                |                | 4°             | 3°             | 1°             | 2°             |
| GP Finale |                |                |                | 4°             | 3°             | R              |
| GP Cup of China |                |                |                |                | 1°             |                |
| GP della Finlandia |                |                |                |                |                | 1°             |
| GP Trophée Eric Bompard |                |                |                | 1°             |                |                |
| GP Skate America |                |                |                | 2°             |                |                |
| GP Skate Canada |                |                |                |                | 1°             | 1°             |
| CS Autumn Classic International |                |                | 4°             |                | 1°             |                |
| CS Nebelhorn Trophy |                |                |                | 1°             |                | 2°             |
| CS Warsaw Cup |                |                | 6°             |                |                |                |
| Nazionali |                |                |                |                |                |                |
| Campionati canadesi | 6°             | C              | 3°             | 1°             | 1°             | 1°             |
| Skate Canada Challenge | 3°             | 3°             | 1°             |                |                |                |
| Quebec Sectionals | 1°             | 1°             |                |                |                |                |
| Eventi a squadre |                |                |                |                |                |                |
| World Team Trophy |                |                |                | 6° S 4° P      |                | 5° S 4° P      |
| R = Ritirati; C = Evento cancellato S = Risultato della squadra; P = Risultato personale. Medaglie assegnate solo per il risultato della squadra. |                |                |                |                |                |                |

### Coppie con Bartholomay per gli Stati Uniti

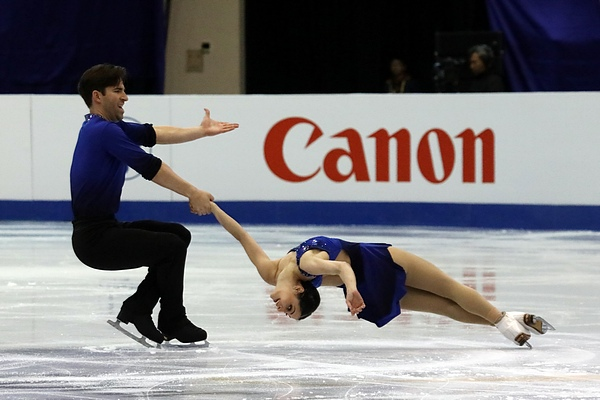
Deanna Stellato-Dudek e Nathan Bartholomay al Four Continents Championship nel 2018.

| Internazionali                    | Internazionali | Internazionali | Internazionali |
| Evento                            | 2016–17        | 2017–18        | 2018–19        |
| --------------------------------- | -------------- | -------------- | -------------- |
| Campionati mondiali               |                | 17°            |                |
| Campionati dei Quattro continenti |                | 5°             |                |
| GP Skate America                  |                | 8°             |                |
| GP della Finlandia                |                |                | 6°             |
| GP Rostelecom Cup                 |                |                | R              |
| CS Finlandia Trophy               |                | 6°             |                |
| CS Golden Spin                    | 6°             |                | 3°             |
| CS Nebelhorn Trophy               |                |                | 3°             |
| CS Ondrej Nepela Trophy           |                |                | 2°             |
| CS U.S. Classic                   |                | 6°             |                |
| Nazionali                         |                |                |                |
| Campionati statunitensi           | 4°             | 3°             | 3°             |
| Eastern Sectional Championships   | 1°             |                |                |
| R = Ritirati                      |                |                |                |

### Individuale femminile per gli Stati Uniti
| GP Skate Canada                    |      |    | 5° |
| Karl Schäfer Memorial              |      |    | 2° |
| Internazionali: Junior             |      |    |    |
| Campionati mondiali                |      | 2° |    |
| JGP Finale                         |      | 1° |    |
| JGP Norvegia                       |      | 1° |    |
| JGP Slovenia                       |      | 5° |    |
| Nazionali                          |      |    |    |
| Campionati statunitensi            | 1° N | 9° | R  |
| Midwestern Sectional               | 1° N |    |    |
| N = Categoria Novice; R = Ritirata |      |    |    |